# Aplicação equivariante
Em matemática, uma aplicação invariante é uma função entre dois conjuntos que comuta com a ação de um grupo. Especificamente, seja G um grupo e sejam X e Y os G-conjuntos associados. Uma função f : X → Y é dita equivariante se
f(g·x) = g·f(x)
para todo g ∈ G e todo x em X. Note que se uma ou ambas as ações forem ações à direita a condição que define a equivariância deve ser modificada adequadamente:
f(x·g) = f(x)·g ; (direita-direita)
f(x·g) = g−1·f(x) ; (direita-esquerda)
f(g·x) = f(x)·g−1 ; (esquerda-esquerda)
Aplicações equivariantes são homomorfismos na categoria dos G-conjuntos (para um G fixado). Assim, elas também são conhecidas como G-aplicações ou G-homomorphismos. Os isomorfismos de G-conjuntos são simplesmente as aplicações equivariantes bijetoras.
A condição de equivariância também pode ser entendida como por meio do seguinte diagrama comutativo. Observe que {\displaystyle g\cdot } denota a aplicação que recebe um elemento {\displaystyle z} e retorna {\displaystyle g\cdot z}.